# Чапля (село)
Чапля (укр. Чапля) — село в Летичевском районе Хмельницкой области Украины.
Население по переписи 2001 года составляло 276 человек. Почтовый индекс — 31520. Телефонный код — 3857. Занимает площадь 1,359 км². Код КОАТУУ — 6823086201.

## Местный совет
31520, Хмельницкая обл., Летичевский р-н, с. Чапля, ул. Приколхозная, 18